# Allium membranaceum
Allium membranaceum — вид трав'янистих рослин родини амарилісові (Amaryllidaceae), ендемік північної і центральної Каліфорнії, США.

## Опис
Цибулин 1–3, утворюючи бульби в прикореневому кластері, яйцюваті, 1–1.6 × 0.9–1.4 см; зовнішні оболонки містять 1 або більше цибулин, коричневі, перетинчасті; внутрішні оболонки білі або рожеві. Листки стійкі, зелені в період цвітіння, 2–3; листові пластини плоскі, 15–40 см × 3–5 мм, поля цілі. Стеблина стійка, одиночна, прямостійна, циліндрична, 15–40 см × 1–3 мм. Зонтик стійкий, прямостійний, нещільний, 15–35-квітковий, ± кулястий, цибулинки невідомі. Квіти зірчасті, 7–12 мм; листочки оцвітини розлогі, рожеві або рідше білі, від яйцюватих до еліптичних, ± рівні, краї цілі, верхівка від гострої до загостреної. Пиляки жовті; пилок жовтий. Насіннєвий покрив тьмяний. 2n = 14.
Період цвітіння: травень — червень.

## Поширення
Ендемік північної і центральної Каліфорнії, США.
Населяє лісисті, тінисті схили; 200—1400 м.